# Musée de la ville de Gand
Le musée de la ville de Gand, en néerlandais : Stadsmuseum Gent (STAM), est un musée d'histoire local situé à Gand en Belgique. Il a ouvert en 2010.